# Jorge de Cominges
Jorge de Cominges Trias (Barcelona, 12 de enero de 1945 - Barcelona, 17 de enero de 2023) fue un periodista, escritor y crítico de cine español.

## Trayectoria profesional
Fue autor de novelas, periodista y crítico de cine, estudió Derecho. Fue crítico de cine de El Noticiero Universal, Destino y El Periódico de Cataluña. Jorge de Cominges empezó a colaborar en 1981 con la revista cinematográfica española Fotogramas, de la que en 1989 fue redactor jefe hasta marzo de 1996, fue figura clave para la historia de la revista. Desde 1996 también fue director de la revista literaria Qué leer En 1971 se casó con la también periodista y escritora Margarita Rivière. En 2004 la editorial Seix Barral publica su autobiografía entre 1945 y 1971: Memorias de un extraño.

## Libros publicados
- Un clavel entre los dientes (1989)
- Tul ilusión (1993)
- Las adelfas (1997)
- Un curso muy movido (1999, junto a su hija Clara)
- El desconcierto (2009)
- Mis años de cine (1976-1979) (2001)
- Entre el destape y la «qualité» (2001)
- Memorias de un extraño (Autobiografía, Ed. Seix Barral, 2004).ISBN 9788432208881